# Adi Utarini
Adi Utarini (Yogyakarta, 4 de junio de 1965) es una investigadora de salud pública indonesia que trabaja para eliminar la fiebre del dengue en su ciudad natal. Es profesora de salud pública en el Departamento de Salud y Gestión de Políticas de la Universidad de Gadjah Mada. En 2020 fue seleccionada como una de las 10 personas más relevantes para la ciencia ese año por la revista Nature por ser pionera en el ensayo controlado aleatorizado de una técnica de prevención del dengue utilizando mosquitos portadores de la bacteria Wolbachia.

## Biografía
Adi Utarini nació en la ciudad indonesia de Yogyakarta en 1965. Estudió Medicina en la Universidad Gadjah Mada. Después de graduarse en 1989 completó dos maestrías, una en el Instituto de Salud Infantil de la UCL Great Ormond Street del University College London, Reino Unido (1994) y otra en la Universidad de Umeå, Suecia (1997). Permaneció en Umeå para su investigación doctoral, donde se centró en un programa de control de la malaria en Java Central. Completó su doctorado en 2002.
Utarini se centra en el control de enfermedades y la calidad de la atención sanitaria en la Universidad de Gadjah Mada. Se desempeñó como Líder del Proyecto «Eliminar el Dengue» en su ciudad. Yogyakarta es una urbe densamente poblada de casi 400.000 personas con altas tasas de transmisión de la fiebre del dengue. En 2018, Utarini dio una charla en TEDx sobre los intentos de reducir los brotes de dengue en la ciudad.
Utarini codirigió desde 2016 en Yogyakarta un ensayo controlado aleatorizado de la técnica que emplea los mosquitos portadores de Wolbachia para reducir la propagación de enfermedades transmitidas por mosquitos, como la fiebre del dengue. En agosto de 2020 anunció que el método reducía la incidencia de la fiebre del dengue en un 77% durante el ensayo. La bacteria Wolbachia impide que los mosquitos transmitan virus a los humanos. Aunque el método se había desarrollado desde los años 1990 en la Universidad de Monash (Australia), el ensayo fue «la prueba más sólida hasta la fecha» para reconocer su impacto, y el primer ensayo de control aleatorizado de este enfoque. En la prueba, la ciudad de Yogyakarta se dividió en 24 grupos: 12 seleccionados al azar para recibir a los mosquitos infectados por la Wolbachia y el resto para que sirvieran de control. En diciembre de 2020 no se han publicado los datos completos, pero en junio de ese mismo año se desvelaron los datos y en agosto se publicó un resultado preliminar que mostraba una reducción del 77% en las zonas donde se liberaron los mosquitos modificados con Wolbachia en comparación con la zona de control. Los epidemiólogos elogiaron el resultado como «asombroso» y «de gran trascendencia, y un paso importante en la lucha contra el dengue, que causa alrededor de 400 millones de infecciones y 25.000 muertes al año, así como, posiblemente, en la batalla contra otras enfermedades transmitidas por mosquitos.
Utarini fue reclutada para el proyecto en 2013, convirtiéndose en la científica principal del mismo en su país, Indonesia. Además de coordinar el ensayo, desempeñó un papel importante en la obtención de la aprobación normativa de múltiples ministerios gubernamentales. Durante todo el ensayo, Utarini tuvo que conseguir el apoyo de la comunidad local, lo que logró mediante pinturas murales, cortometrajes y reuniones presenciales; el interés de la comunidad por participar fue uno de los aspectos exitosos del ensayo.
Entre 2015 y 2017, Utarini sirvió en el Consejo de Investigación del Ministerio de Investigación y Tecnología de Indonesia. En 2020 fue seleccionada como una de las 10 personas más relevantes para la ciencia por la revista Nature por ser pionera en los ensayos de mosquitos con Wolbachia.
Utarini es conocida cariñosamente como «Prof. Uut», y es descrita por sus colegas como tranquila pero persuasiva. Sus hobbys incluyen montar en bicicleta y tocar el piano. Utarini estuvo casada con Iwan Driprahasto, un profesor de farmacología, también en Gadjah Mada, que murió de la enfermedad de COVID-19 en marzo de 2020.